# Ordódy László
Ordódi és alsólieszkói Ordódy László (Kiskereskény, 1889. augusztus 15. – Dąbrowa, 1915. május 7.) közgazdasági író, honvédhuszár.

## Élete
Ordódy Lajos és Mailáth Gizella egyetlen fia, az Ordódy család tagja. Édesapjától megörökölte a Gazdasági Lapokat, így annak nem csak szerkesztője, hanem tulajdonosa is volt. Emellett az Állattenyésztési és Tejgazdasági Lapok tulajdonosaként és szerkesztőjeként is működött. A honvédségnek is tagja volt, az első világháborúban huszárhadnagyként hősi halált halt a galíciai Dąbrowa melletti csatamezőn.